# Cumulus mediocris

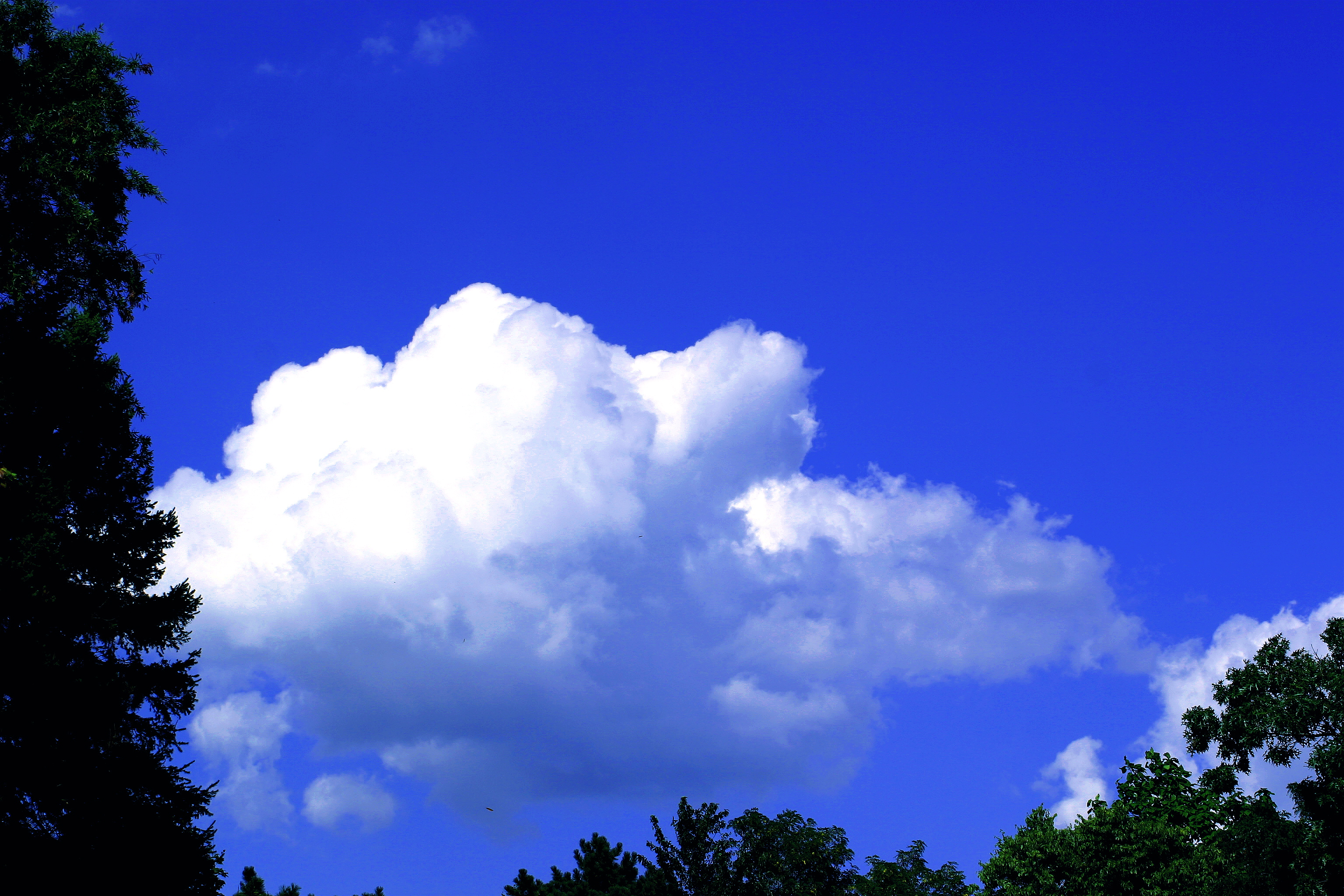
Cumulus mediocris congestus při vzniku

Cumulus mediocris je středně rozvinutý mrak typu Cumulus, který obvykle bývá stejně rozsáhlý horizontálně i vertikálně (délka stran bývá několik set metrů).
Tento typ oblaků vzniká nejčastěji brzy dopoledne a pozdě odpoledne. Téměř nikdy z něj neprší. A jeho hustota se obvykle pohybuje okolo 1 g/m³.